# La-15 (航空機)
La-15
La-15
- 用途：戦闘機
- 設計者：セミョーン・ラボーチキン
- 製造者：ラボーチキン設計局
- 運用者： ソビエト連邦
- 初飛行：1948年1月8日(La-174)
- 生産数：235機
- 生産開始：1949年
- 退役：1953年
- 運用状況：退役

La-15（ロシア語:Ла-15ラー・ピトナーッツァチ）は、ソ連のラヴォーチキン設計局で開発されたジェット戦闘機である。初飛行は1948年。DoDが割り当てたコードネームはType 21。

## 概要
La-15は同時期に開発されたMiG-15によく似た外観をしているが、MiG-15がダクトの中央を主翼が突き抜けるという中翼構造を採っているのに対し、本機は高翼構造にすることによって後退翼における強度問題を解決している。La-15は航空機「174」、航空機「174D」として開発されたため、試作機はLa-174などとも呼ばれている。また、複座練習機型は航空機「180」として開発された。エンジンはMiG-15が当時ソ連で最も強力であったロールス・ロイス・ニーンの国産型であるRD-45ターボジェットエンジンを採用したのに対し、La-15は小型で非力なダーウェントの国産型RD-500を選択させられた。そのためLa-15は十分な性能が得られずMiG-15に主生産機の座を譲り渡すことになったとも言われるが、エンジン選択の段階からして恐らくは政治的理由が絡んでいたと思われる。結果La-15は迎撃戦闘機として数百機が生産されたにとどめられた。第二次世界大戦時以来ソ連空軍の主力戦闘機を生産し続けてきたラヴォーチキン設計局の実用機も本機が最後となり、1950年代以降、特に戦闘機におけるミコヤン・グレヴィッチ設計局の独占的構造が確立されていった。

## スペック
- 翼幅：8.83 m
- 全長：9.56 m
- 全高：
- 翼面積：16.16 m2
- 空虚重量：2575 kg
- 通常離陸重量：3830 kg
- 燃料搭載量：1060 l
- 発動機：ツマンスキー設計局製RD-500 ターボジェットエンジン ×1
- 最大出力：1590 kN
- 最高速度(地表高度)：900 km/h
- 最高速度(高高度)：1026 km/h
- 実用航続距離：1170 km
- 上昇力：1902 m/min
- 乗員：1 名
- 武装：23 mm 機関砲NS-23(弾数300発) ×3